# 日枝神社 (小平市)
日枝神社（ひえじんじゃ）は、東京都小平市の神社。

## 歴史
1659年（万治2年）に創建された。江戸麹町（現・東京都千代田区永田町）の日枝神社の分祠として創建されたものである。その後1751年（宝暦元年）に台風の被害に遭ったため、1755年（宝暦5年）に現在地に移転した。
当初は「日吉山王社」という名称であったが、1868年（明治元年）に「日枝神社」に改称された。

## 交通アクセス
- 東大和市駅より徒歩13分。